# Batalla de Bi
La batalla de Bi o Pi (邲之戰) fou lliurada el 595 aC, entre els exèrcits de l'estat de Chu i l'estat Jin.
La batalla començà quan els carruatges de Jin sortien de rescatar dos de les seues unitats d'escaramussa i les forces Chu decidiren de carregar-les en atac. Els Chu començaren a avançar pels flancs de Jin, fent retrocedir als Jin quan 40 carros Chu escometeren en la batalla. El Jin van començar a fer una retirada general. La batalla va acabar amb la victòria de Chu.